# كريس إيتون
كريس إيتون هو مغن مؤلف كندي، ولد في 1971 في مونكتون في كندا.

## وصلات خارجية
- كريس إيتون على موقع IMDb (الإنجليزية)